# أندريه وارد
أندريه وارد (بالإنجليزية: Andre Ward)‏ مواليد 23 فبراير 1984 في سان فرانسيسكو، هو ملاكم أمريكي يصنف ضمن فئة وزن خفيف الثقيل. شارك في دورة الألعاب الأولمبية الصيفية.

## إحصائيات
خاض خلال مسيرته 28 نزالا، فاز في 28 ولم يخسر. فاز بالضربة القاضية في 15 نزالا.

## الميداليات
| الميدالية | المسابقة                       |
| --------- | ------------------------------ |
| ذهبية     | الألعاب الأولمبية الصيفية 2004 |

## وصلات خارجية
- أندريه وارد على موقع IMDb (الإنجليزية)
- أندريه وارد على موقع قاعدة بيانات الفيلم (الإنجليزية)
- أندريه وارد على موقع بوكس ريك (الإنجليزية) (registration required)
- أندريه وارد على موقع اللجنة الأولمبية الدولية (الإنجليزية)
- أندريه وارد على موقع أوليمبيديا (الإنجليزية)
- الموقع الرسمي